# 콘다나부드러운털쥐
콘다나부드러운털쥐(Millardia kondana)는 쥐과에 속하는 설치류의 일종이다. 인도 마하라슈트라 주 신가드 고원에서만 발견된다. 자연 서식지는 아열대 또는 열대 기후 지역의 건조림과 건조 저지대 초원, 도시 지역이다. 가장 큰 위협은 대량 방목 때문에 발생하는 서식지 감소와 여행객에 의한 교란 등이다. "콘다나쥐" 또는 "큰메타드"로도 불린다.